# Marc-Michel
Marc-Antoine-Amédée Michel, kallad Marc-Michel, född den 22 juli 1812 i Marseille, död den 12 mars 1868 i Paris, var en fransk lustspelsförfattare.
Marc-Michel gjorde sig känd som författare för vådevillteatrarna (i samarbete med Eugène Labiche och andra) av pjäser, vilkas framgång hade sin grund i de farsartade överdrifterna i situationer och dialog. Några bland de mest kända av hans till mer än ett hundratal uppgående stycken är Le bonheur en bouteille (1847; svensk översättning "Sällhet på flaskor", samma år), Un tigre du Bengale (1849; "En bengalisk tiger", 1850), Otez votre fille, s'il vous plaît (1854; "Herre, var så god och tag bort er dotter", 1859), Un gendre en surveillance ("En herre, som vaktar sin måg", 1861) och Les voisins de Molinchart (1861; "Molincharts grannar", 1863).